# Bentinckia condapanna
Espèce
Statut de conservation UICN

 VU A1c : Vulnérable
Bentinckia condapanna est une espèce de plantes du genre Bentinckia de la famille des Arecaceae (Palmiers).